# New Hope for the Wretched
New Hope for the Wretched è il primo album della band punk rock Plasmatics, pubblicato nel 1980 dalla Stiff Records.

## Tracce
1. Tight Black Pants
2. Monkey Suit
3. Living Dead
4. Test Tube Babies
5. Won't You
6. Squirm (Live)
7. Won't You Baby
8. Dream Lover
9. Sometimes I...
10. Corruption
11. Butcher Baby

Bonus tracks
1. Sometimes I... (Live)
2. Living Dead (Live)
3. Tight Black Pants (Live)
4. Butcher Baby (Live)
5. Corruption (Live)
6. You Think You're Comin'
7. Fast Food Service

## Formazione
- Wendy O. Williams - voce, sassofono, martello
- Richie Stotts - chitarra
- Wes Beech - chitarra
- Jean Beauvoir - basso
- Stu Deutsch - batteria